# مایکل لمک
مایکل لمک (انگلیسی: Michael Lameck؛ زادهٔ ۱۵ سپتامبر ۱۹۴۹) بازیکن فوتبال اهل آلمان است.
از باشگاه‌هایی که در آن بازی کرده‌است می‌توان به باشگاه فوتبال پادربورن، باشگاه فوتبال فرایبورگر، باشگاه فوتبال بوخوم، و باشگاه فوتبال شوارتز-وایس اسن اشاره کرد.
وی همچنین در تیم‌های ملی فوتبال زیر ۲۱ سال آلمان و West Germany national football B team بازی کرده‌است.